# Anorostoma longipile
Anorostoma longipile är en tvåvingeart som beskrevs av Gill 1962. Anorostoma longipile ingår i släktet Anorostoma och familjen myllflugor.
Artens utbredningsområde är New Mexico. Inga underarter finns listade i Catalogue of Life.